# Anil Nayar
Anil Nayar, né le 13 octobre 1946 est un joueur de squash représentant l'Inde. Il est champion d'Inde à 8 reprises entre 1964 et 1976 et également champion des États-Unis en 1969 et 1970 . Il est intronisé au temple de la renommée du squash des États-Unis  en 2018.

## Biographie
Ayant grandi au Cricket Club of India à Bombay, Anil Nayar remporte en 1964 le championnat d'Inde en junior et senior puis la Drysdale Cup en 1965, autre nom du British Junior Open en moins de dix-neuf ans championnat du monde officieux des jeunes.
Anil Nayar, avec « une effrayante démonstration de vitesse - vitesse à pied, vitesse du poignet, vitesse du rythme » comme le décrit la revue annuelle de l'US Squash, remporte deux simples nationaux consécutifs en 1969 et 1970 pendant ses études à Harvard,. Il est le premier joueur non blanc à remporter un championnat national américain. Il remporte également deux fois le championnat du Canada et une fois celui du Mexique. De retour en Inde en 1972, Anil Nayar remporte le titre national indien à huit reprises. Après son retour aux États-Unis, Nayar est devenu sept fois champion national des maîtres, remportant les 40+ en 1987, 1988 et 1990, les 40+ en 1990 et les 45+ en 1993, 1994 et 1999.

## Palmarès

### Titres
- Championnats des États-Unis : 2 titres (1969, 1970)
- Championnats du Canada : 2 titres (1968, 1970)[6]
- Championnats d'Inde : 8 titres (1964, 1967, 1968, 1971-1976)